# Afroligusticum
Afroligusticum je rod trajnica s drvenastim rizomom iz porodice celerovki, dio je tribusa Tordylieae. Rodu pripada 14 priznatih vrsta raširenih jedino po Africi.
Ove vrste uglavnom su izdvojene iz roda pukovica (Peucedanum) i uklopljene u rod Afroligusticum, opisan još 1927. godine čiji je jedini predstavnik bio Afroligusticum chaerophylloides, ilegitimni naziv vrste Afroligusticum elliotii.

## Vrste
1. Afroligusticum aculeolatum (Engl.) P.J.D.Winter
2. Afroligusticum claessensii (C.Norman) P.J.D.Winter
3. Afroligusticum elgonense (H.Wolff) P.J.D.Winter
4. Afroligusticum elliotii (Engl.) C.Norman
5. Afroligusticum linderi (C.Norman) P.J.D.Winter
6. Afroligusticum mattirolii (Chiov.) P.J.D.Winter
7. Afroligusticum petitianum (A.Rich.) P.J.D.Winter
8. Afroligusticum piovanii (Chiov.) Kljuykov & Zakharova
9. Afroligusticum runssoricum (Engl.) P.J.D.Winter
10. Afroligusticum scottianum (Engl.) P.J.D.Winter
11. Afroligusticum thodei (T.H.Arnold) P.J.D.Winter
12. Afroligusticum townsendii (Charpin & Fern.Casas) P.J.D.Winter
13. Afroligusticum volkensii (Engl.) P.J.D.Winter
14. Afroligusticum wilmsianum (H.Wolff) P.J.D.Winter